# Luis Arispón
Luis Arispón Rodríguez (Marchena, c., 1903-Alcalá de Guadaíra, 26 de julio de 1936) fue un jornalero, empleado de ferrocarriles, comerciante y político de Andalucía, España, ejecutado víctima de la represión en la zona sublevada en la Guerra Civil.

## Biografía
Hijo de una familia de panaderos y comerciantes, en 1929 fue cofundador de la agrupación socialista de Marchena. Candidato a concejal por la conjunción republicano-socialista para las elecciones municipales de 1931, la lista no fue admitida y se proclamaron concejales sin elección a los candidatos monárquicos. La inmediata proclamación de la República obligó a que se celebrasen elecciones en mayo de 1931, obteniendo el acta de concejal junto a otros 11 candidatos del Partido Socialista Obrero Español (PSOE) y 9 del Partido Republicano Radical, copando los 21 puestos. Después fue elegido alcalde, cargo que ocupó hasta la depuración de los ayuntamientos en 1934 bajo el gobierno cedista. Durante este período fue mando de la provincia de Sevilla durante la sanjurjada nombrado por el gobernador civil de Córdoba al ser destituido por los sublevados el de Sevilla. A finales de 1935 dimitió la corporación nombrada por el gobierno de la Confederación Española de Derechas Autónomas (CEDA) y tras la victoria del Frente Popular en las elecciones generales de 1936, Arispón fue repuesto en su cargo.
Cuando se produjo el golpe de Estado de julio de 1936 que dio origen a la Guerra Civil, Arispón se encontraba en Sevilla a donde había viajado para obtener fondos en el plan municipal de equipamientos aprobado poco antes. Allí fue detenido por los sublevados, trasladado y ejecutado en el cementerio de Alcalá de Guadaíra ocho días después.